# Mezilesí (ort i Tjeckien, Vysočina)
Mezilesí är en ort i Tjeckien.   Den ligger i regionen Vysočina, i den centrala delen av landet, 70 km sydost om huvudstaden Prag. Mezilesí ligger 597 meter över havet och antalet invånare är 135.
Terrängen runt Mezilesí är platt åt sydost, men åt nordväst är den kuperad. Runt Mezilesí är det ganska glesbefolkat, med 24 invånare per kvadratkilometer. Närmaste större samhälle är Vlašim, 18,7 km norr om Mezilesí. Omgivningarna runt Mezilesí är en mosaik av jordbruksmark och naturlig växtlighet.